# Potsdamer Strasse

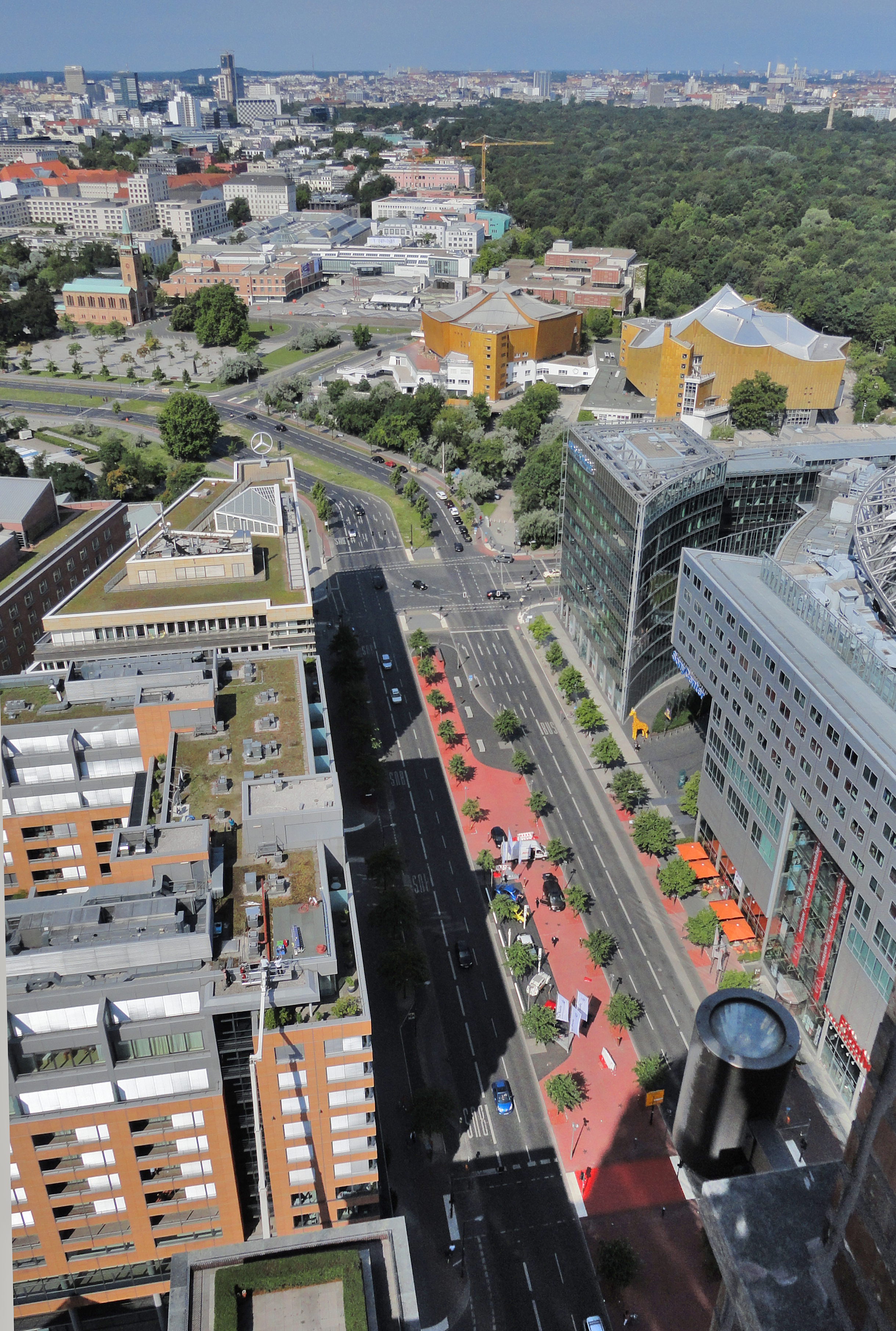
Den moderna sträckningen för Potsdamer Strasse vid Potsdamer Platz. Till höger Sony Center Berlin, rakt fram Kulturforum och Berliner Philharmonie.

Potsdamer Strasse (tysk stavning: Potsdamer Straße) är en huvudgata i Berlin som går från Potsdamer Platz över Landwehrkanal genom stadsdelarna Tiergarten och Schöneberg. Den utgör längs hela sin sträckning en del av Bundesstrasse 1 och övergår i öster i Leipziger Strasse, i sydväst i Hauptstrasse.

## Historia
Gatan utgör den gamla huvudvägen ut från Berlins historiska centrum via Potsdamer Platz i riktning mot den närbelägna staden Potsdam. Den stenlades först under kung Fredrik Vilhelm II av Preussens regeringstid i slutet av 1700-talet, då Carl Gotthard Langhans gavs i uppdrag att anlägga en allé. Under mitten av 1800-talet bebyggdes området omkring gatan. Vid gatans östra ände placerades 1924 Berlins första trafikljus.
Stora delar av gatan och dess bebyggelse bombades svårt mot slutet av andra världskriget.
Den nordöstra änden av gatan skars av genom byggandet av Berlinmuren 1961, då gatan blev en del av ingenmanslandet omkring muren. Staatsbibliothek zu Berlin anlades därför tvärs över den gamla sträckningen för gatan, och istället flyttades gatans sträckning längre åt nordväst. Den gamla gatusträckningen på det korta avsnittet mellan Marlene-Dietrich-Platz och Potsdamer Platz har behållits vid skapandet av det moderna Potsdamer Platz efter Tysklands återförening, och är idag skyltad som Alte Potsdamer Straße.

## Kända platser och byggnader
- Bahnhof Potsdamer Platz
- Boulevard der Stars
- Sony Center Berlin med:
  - Filmmuseum Berlin
  - Legoland Discovery Centre
- Kulturforum med:
  - Staatsbibliothek zu Berlin
  - Berliner Philharmonie och Kammermusiksaal
  - Gemäldegalerie
  - Berliner Kupferstichkabinett
  - Kunstgewerbemuseum
  - Musikinstrumenten-Museum
  - Neue Nationalgalerie
- Heinrich-von-Kleist-Park med Kammergericht
- Varieté Wintergarten